# 96348 Toshiyukimariko
96348 Toshiyukimariko è un asteroide della fascia principale. Scoperto nel 1997, presenta un'orbita caratterizzata da un semiasse maggiore pari a 2,1670576 UA e da un'eccentricità di 0,1703306, inclinata di 0,89823° rispetto all'eclittica.